# Laura Christensen
Laura Elisabeth Christensen, född 26 januari 1984 i Østerbro i Köpenhamn, är en dansk skådespelare. Hon har bland annat medverkat i Råzone (2006), Kandidaten (2008) och Ondskans rum (2005).
Laura Christensen är sedan 2007 gift med skådespelaren Thomas Levin.

## Filmografi
- 2020 – Utredningen (TV-serie)
- Mammon (2016)
- Dig og mig (2008)
- Kandidaten (2008)
- Råzone (2006)
- Ondskans rum (2005)
- La de små barn ... (2004)
- Den tredje makten (2004)
- Midsommar (2003)